# Bad Homburg Open 2024 - Qualificazioni singolare
Le qualificazioni del singolare del Bad Homburg Open 2024 sono state un torneo di tennis preliminare per accedere alla fase finale della manifestazione disputate il 22 giugno 2024. Le vincitrici dell'ultimo turno sono entrate di diritto nel tabellone principale. In caso di ritiro di una o più giocatrici aventi diritto, a queste sono subentrate le Lucky loser, ossia le giocatrici che hanno perso nell'ultimo turno ma che avevano una classifica più alta rispetto alle altre partecipanti che avevano comunque perso nel turno finale.

## Teste di serie
1. Diane Parry (qualificata)
2. Viktorija Tomova (qualificata)

1. Jaqueline Cristian (qualificata)
2. Lucia Bronzetti (qualificata)

## Qualificate
1. Diane Parry
2. Viktorija Tomova

1. Jaqueline Cristian
2. Lucia Bronzetti

### Lucky loser
1. Tamara Korpatsch
2. Taylor Townsend

1. Jule Niemeier
2. Julia Stusek

## Tabellone

### Legenda
| - Q = Qualificato - WC = Wild card - LL = Lucky loser | - ALT = Alternate - SE = Special Exempt - PR = Protected Ranking | - w/o = Walkover - r = Ritirato - d = Squalificato |

### Sezione 1
|  | Ultimo turno |               |   |   |   |  |
|  |              |               |   |   |   |  |
|  | 1            | Diane Parry   | 6 | 3 | 6 |  |
|  | WC           | Jule Niemeier | 3 | 6 | 4 |  |

### Sezione 2
|  | Ultimo turno |                  |                  |   |   |  |
|  |              |                  |                  |   |   |  |
|  | 2            | Viktorija Tomova | Viktorija Tomova | 6 | 6 |  |
|  |              | Taylor Townsend  | Taylor Townsend  | 1 | 2 |  |

### Sezione 3
|  | Ultimo turno |                    |                    |   |   |  |
|  |              |                    |                    |   |   |  |
|  | 3            | Jaqueline Cristian | Jaqueline Cristian | 6 | 6 |  |
|  | WC           | Julia Stusek       | Julia Stusek       | 3 | 4 |  |

### Sezione 4
|  | Ultimo turno |                  |   |   |   |  |
|  |              |                  |   |   |   |  |
|  | 4            | Lucia Bronzetti  | 3 | 6 | 6 |  |
|  |              | Tamara Korpatsch | 6 | 0 | 1 |  |